# 郁兴志
郁兴志（1938年2月—），祖籍江苏泰州，生于扬州，中华人民共和国政治人物、外交官。

## 生平
1960年，毕业于北京外国语学院，进入中华人民共和国外交部工作，被公派至伊拉克巴格达大学文学院学习阿拉伯语。1965年毕业。1997年，接替郑达庸担任中华人民共和国驻沙特阿拉伯大使。2000年，由吴思科接任。

## 家庭
已婚，妻子是张德诊。